# RK Prespa Resen
Le RK Prespa Resen (macédonien : РК Преспа) est un club de handball, situé à Resen en Macédoine, évoluant en Super League.

## Historique
- ? : fondation du RK Prespa Resen.
- 1997 : le club est Champion de Macédoine.
- 2012 : le club est dixième de la Super League.
- 2013 : le club est neuvième de la  Super League.
- 2014 : le club est septième de la  Super League.

## Palmarès
- Championnat de Macédoine (1) : 1996/1997

## Campagne européenne
| Saison    | Compétition         | Manche          | Date Aller        | Club             | Aller | Total | Retour | Club              | Date Retour       |
| --------- | ------------------- | --------------- | ----------------- | ---------------- | ----- | ----- | ------ | ----------------- | ----------------- |
| 1996-1997 | Coupe EHF           | 1/16e de finale | 12 octobre 1996   | RK Prespa Resen  | 16-11 | 37-34 | 21-23  | Partizan Belgrade | 19 octobre 1996   |
| 1996-1997 | Coupe EHF           | 1/8e de finale  | 9 novembre 1996   | RK Prespa Resen  | 22-16 | 44-46 | 22-30  | BM Granollers     | 17 novembre 1996  |
| 1997-1998 | Ligue des champions | Premier tour    | 13 septembre 1996 | RK Prespa Resen  | 39-21 | 66-51 | 27-30  | Strovolos Nicosie | 20 septembre 1996 |
| 1997-1998 | Ligue des champions | 1/16e           | 4 octobre 1997    | RK Prespa Resen  | 27-23 |       | 23-26  | Shakhtar Donetsk  | 12 octobre 1997   |
| 1997-1998 | Ligue des champions | Groupe D        | 8 novembre 1997   | RK Prespa Resen  | 26-25 |       | 25-28  | TBV Lemgo         | 24 janvier 1998   |
| 1997-1998 | Ligue des champions | Groupe D        | 16 novembre 1997  | Veszprém KSE     | 27-22 |       | 30-23  | RK Prespa Resen   | 10 janvier 1998   |
| 1997-1998 | Ligue des champions | Groupe D        | 3 janvier 1998    | RK Prespa Resen  | 32-30 |       | 26-33  | CS Cabot Zubří    | 31 janvier 1998   |
| 1998-1999 | Coupe EHF           | 1/16e de finale | 3 octobre 1998    | SO Chambéry      | 30-17 | 52-44 | 22-27  | RK Prespa Resen   | 10 octobre 1998   |
| 2007-2008 | Coupe Challenge     | 3e tour         | 17 novembre 2007  | Moslavina Kutina | 45-27 | 76-59 | 31-32  | RK Prespa Resen   | 24 novembre 2007  |